# Phaenopoma planum
Phaenopoma planum är en spindelart som beskrevs av Simon 1895. Phaenopoma planum ingår i släktet Phaenopoma och familjen krabbspindlar.
Artens utbredningsområde är Sierra Leone. Inga underarter finns listade i Catalogue of Life.